# Shuga Arai
Shuga Arai (荒井 秀賀 Arai Shuga?, nacido el 29 de octubre de 1999 en Yamagata) es un futbolista japonés que juega como centrocampista.
En 2018, Arai se unió al Tochigi SC de la J2 League.

## Trayectoria

### Clubes
| Club       | País  | Año    |
| ---------- | ----- | ------ |
| Tochigi SC | Japón | 2018 - |

## Estadística de carrera

### J. League
| Club       | Año   | J. League | J. League | Copa J. League | Copa J. League | Total | Total |
| Club       | Año   | Part.     | Goles     | Part.          | Goles          | Part. | Goles |
| ---------- | ----- | --------- | --------- | -------------- | -------------- | ----- | ----- |
| Tochigi SC | 2018  | 0         | 0         | -              | -              | 0     | 0     |
| Tochigi SC | 2019  | 2         | 0         | -              | -              | 2     | 0     |
| Total      | Total | 2         | 0         | 0              | 0              | 2     | 0     |